# Сероспинная хабия
Сероспинная хабия (лат. Driophlox gutturalis) — вид птиц из семейства кардиналовых. Подвидов не выделяют. Эндемик Колумбии.

## Описание
Сероспинная хабия достигает длины 19—20 см. Окраска оперения взрослых самцов в основном тёмно-серого цвета. Алый гребень на макушке не всегда приподнят. Горло и верхняя часть груди красновато-алого цвета. Боковые стороны гребня и горла чёрные. Клюв и окологлазное кольцо чёрные. Радужная оболочка и ноги коричневые. Самки похожи на самцов, но более тусклые, а горло белое с небольшими участками розовато-красного цвета.

## Распространение
Эндемик Колумбии. Ареал ограничен центральными и восточными склонами Анд по всей долине реки Магдалена, долиной реки Нечи и северной частью Центральных и Западных кордильер колумбийских Анд. Встречается на высоте от 100 до 1100 м над уровнем моря. Ведёт оседлый образ жизни.

## Питание
Сероспинная хабия питается в основном членистоногими, которых добывает в подлеске влажных и сухих лесов на высоте до 1—5 м над землей (реже на высоте до 10 м), стряхивая насекомых с нижней стороны листьев. Иногда следует за колоннами кочевых муравьёв и ловит вспугнутых муравьями насекомых с присады или на земле. В состав рациона входят также фрукты.

## Размножение
Биология размножения практически не исследована. Сезон размножения продолжается с февраля по июнь. Чашеобразное гнездо, сооружённое из корней и растительных волокон и выстланное тонкими стеблями трав и листьями, размещается в кустах на берегу горных ручьёв на высоте 0,5 м от земли. Обе родительские птицы осуществляют уход за птенцами.